# Commiphora multijuga
Commiphora multijuga är en tvåhjärtbladig växtart som först beskrevs av William Philip Hiern, och fick sitt nu gällande namn av Karl Moritz Schumann. Commiphora multijuga ingår i släktet Commiphora och familjen Burseraceae. Inga underarter finns listade i Catalogue of Life.